# Raionul Taraclia
Raionul Taraclia este un raion din sudul Republicii Moldova cu o populație preponderent bulgară. Centrul raional este orașul Taraclia.

## Istorie
La fel ca majoritatea raioanelor RSS Moldovenești, a fost înființată la 11 noiembrie 1940 cu centrul în satul Taraclia. A fost întotdeauna foarte mic în zonă și, prin urmare, orice schimbare teritorială a fost foarte vizibilă.
Între 31 ianuarie 1952 și 15 iunie 1953, raionul a făcut parte din districtul Cahul; după desființarea diviziei districtuale a trecut din nou în subordinea republicană directă. La 9 ianuarie 1956, teritoriul raionului Taraclia a crescut de aproape 2 ori datorită anexării unei părți a teritoriului raionului Kongaz desființat. La 25 decembrie 1962, raionul Taraclia a fost lichidat, teritoriul său fiind împărțit între raioanele vecine Cahul, Comrat și Ceadîr-Lunga. Prin decretul Prezidiului Sovietului Suprem al RSSM din 2 ianuarie 1963, Consiliul Satului Taraclia a fost inclus în raionul Ceadîr-Lunga. La 10 noiembrie 1980, raionul a fost recreat aproape în limitele anului 1956, cu adăugarea unor părți din teritoriile raioanelor Vulcănești și Ceadîr-Lunga.
La mijlocul anilor 1990, după formarea UTA Găgăuzia, s-a efectuat un transfer reciproc de sate între Găgăuzia și raionul Taraclia. Ca urmare a transferului, raionul a încetat să mai fie unificat teritorial și a fost împărțit în două părți neînrudite. În 1999, ca parte a reformei administrative în curs, raionul a devenit parte a județului Cahul, dar la 22 octombrie a aceluiași an, la cererea majorității bulgare, a fost separat într-un județ independent. În 2002, după o altă reformă administrativă, județul Taraclia a devenit din nou raion.

## Geografie
Raionul Taraclia este situat în câmpia deluroasă din sudul Basarabiei, în stepa Bugeacului la 45°55′N 28°35′E.
Relieful este o câmpie deluroasă, a cărei înălțime relativă nu depășește 200 m deasupra nivelului mării. Suprafața raionului este de 673,69 km2.
Terenurile din regiunea Taraclia sunt caracterizate ca cernoziomuri obișnuite și carbonatice. Cu toate acestea, o anumită parte (~30%) a terenului este reprezentată de mlaștini sărate sau cernoziomuri saline, care au nevoie de recuperarea și neutralizarea sărurilor.

### Clima
Clima zonei este blândă, moderat continentală, cu veri calde și ierni cu vânt moderat.
Vara începe la începutul lunii mai. Temperatura medie despre 25-30°C, în timpul verii, ciclul ploios se caracterizează prin denivelări de luni: rare, dar uneori abundente. În medie, cantitatea de precipitații este de aproximativ 350-400 mm pe an.
Primăvara și toamna temperatura variază între 18-26°C.
Cea mai scăzută temperatură a fost înregistrată la 20 februarie 1954 (-28,9°C), care a fost mai mică decât în mod normal cu mai mult de 20°C. Cea mai ridicată temperatură a fost înregistrată la 19 iulie 2007 (+42,4°C).
Zona este expusă la vânturi puternice care provoacă furtuni de praf. Vânturi uscate și calde (vânturi uscate) de intensitate medie și ridicată, pentru o perioadă caldă sunt de la 40-60 de zile.
Climatul zonei se caracterizează prin arid, deoarece este situat în zona temperaturilor medii anuale ridicate, care este motivul pentru perioade lungi de secetă. Umiditatea relativă nu depășește 56%.

## Demografie

### Statistici vitale
Principalii indicatori demografici, 2013:
- Natalitatea: ▼450 (10,2 la 1.000 locuitori)
- Mortalitatea: ▼484 (11,0 la 1.000 locuitori)
- Spor natural: -34

### Structura etnică
| Grup etnic       | Populație | % Procentaj* |
| ---------------- | --------- | ------------ |
| Bulgari          | 28.293    | 65,56%       |
| Moldoveni/Români | 6.009     | 13,92%       |
| Găgăuzi          | 3.587     | 8,31%        |
| Ucraineni        | 2.646     | 6,13%        |
| Ruși             | 2.139     | 4,96%        |
| Țigani           | 218       | 0,50%        |
| Alții            | 251       | 0,61%        |

## Administrație și politică
Președintele raionului Taraclia este Lazari Dermenji (PSRM), ales la 26 decembrie 2023.
Componența Consiliului Raional Taraclia (27 de consilieri), ales la 5 noiembrie 2023, este următoarea:
|  | Partid                                        | Consilieri | Componență | Componență | Componență | Componență | Componență | Componență | Componență | Componență | Componență | Componență | Componență | Componență |
|  | --------------------------------------------- | ---------- | ---------- | ---------- | ---------- | ---------- | ---------- | ---------- | ---------- | ---------- | ---------- | ---------- | ---------- | ---------- |
|  | Partidul „Renaștere”                          | 12         |            |            |            |            |            |            |            |            |            |            |            |            |
|  | Partidul Socialiștilor din Republica Moldova  | 10         |            |            |            |            |            |            |            |            |            |            |            |            |
|  | Partidul Comuniștilor din Republica Moldova   | 2          |            |            |            |            |            |            |            |            |            |            |            |            |
|  | Partidul Dezvoltării și Consolidării Moldovei | 1          |            |            |            |            |            |            |            |            |            |            |            |            |
|  | Fiodor Sabii (independent)                    | 1          |            |            |            |            |            |            |            |            |            |            |            |            |
|  | Partidul Acțiune și Solidaritate              | 1          |            |            |            |            |            |            |            |            |            |            |            |            |

## Diviziuni administrative
Raionul Taraclia are 26 de localități: 2 orașe, 13 comune și 11 sate.